# Инспектор Гаджет
„Инспектор Гаджет“ (на английски: Inspector Gadget) е анимационен сериал, разказващ за непохватния и простоват детектив на име Инспектор Гаджет, който е човек с различни бионични джаджи, вградени в тялото му. Неговият най-голям враг е д-р Клоу – лидер на зла организация, позната като М.А.Д. Излъчването на всичките 86 епизоди на сериала е от 1983 до 1986 г.
Сериалът е съпродуциран от DIC Entertainment (понастоящем Cookie Jar Entertainment) във Франция и Nelvana в Канада, а анимацията е проивеждана от чуждестранни студия като Tokyo Movie Shinsha в Япония и Cuckoo's Nest Studio в Тайван.

## Актьорски състав
- Дон Адамс – Инспектор Гаджет
- Крий Съмър – Пени (епизод 1 – 65)
- Холи Бъргър – Пени (епизод 65 – 86)
- Франк Уелкър – Д-р Клоу, Брейн и М.А.Д. Кет
- Джон Стивънсън – Началник Куимби (пилотен епизод)
- Дан Хенеси – Началник Куимби (епизод 1 – 65)
- Морис Ламарш – Началник Куимби (епизод 65 – 86)
- Дон Франкс – агенти на М.А.Д. и Д-р Клоу (заместващ Уелкър в 5 епизода)
- Таунсенд Колман – полковник Кейпман (сезон 2)
- Грег Дъфел – агенти на М.А.Д.
- Мелани Браун – агенти на М.А.Д.

## Пълнометражен игрален филм
През 1999 г. излиза игрален филм с участието на Матю Бродерик в ролята на едноименния герой и Рупърт Евърет в ролята на д-р Клоу. Дон Адамс изпълнява част от диалога на Брейн.

## „Инспектор Гаджет“ в България
В България сериалът започва излъчване през 2000 г. по bTV като част от блока Fox Kids. Разписанието му е всеки делничен ден. Ролите се озвучават от артистите Лина Темелкова, Иван Райков, Цанко Тасев и Радослав Рачев.
От 1 септември 2020 г. се излъчва по SuperToons. Войсоувър дублажът е осъществен в студио „Про Филмс“. Екипът се състои от:
| Преводач            | Антония Халачева                                                          |
| Озвучаващи артисти  | Христина Ибришимова Георги Стоянов Симеон Владов Стефан Сърчаджиев – Съра |
| Тонрежисьори        | Детелина Ралчевска Марио Иванов                                           |
| Режисьор на дублажа | Анна Тодорова                                                             |

През средата на 2021 г. е излъчен и по интернет платформата на bTV Voyo.bg. Войсоувър дублажът е записан отново в „Саунд Сити Студио“. Екипът се състои от:
| Озвучаващи артисти  | Надя Полякова Момчил Степанов Сотир Мелев Стефан Сърчаджиев – Съра |
| Преводачи           | Вилма Карталска Георги Михайлов Соня Иванова                       |
| Тонрежисьори        | Светослав Димитров Евгени Желязков                                 |
| Режисьор на дублажа | Тодор Георгиев                                                     |